# Закрепление грунтов
Закрепле́ние грунто́в (Стабилизация грунта) (англ. soil stabilization) — группа методов технической мелиорации грунтов, направленных на обеспечение фиксированного положения объёма грунта в условиях его естественного залегания путём искусственного преобразования физико-химическими методами.

## Область применения
Закрепление грунтов широко применяется при строительстве промышленных и гражданских зданий, в гидротехническом, подземном и дорожном строительстве, горном деле. Оно используется для: усиления грунтовых оснований зданий и сооружений; укрепления откосов выемок дорог и стенок котлованов; предупреждения деформаций склонов; предупреждения деформаций горных выработок и тоннелей и борьбы с водопритоками в них; создания противофильтрационных завес в основании гидротехнических сооружений; защиты бетонных и каменных сооружений (фундаментов) от агрессивного воздействия; увеличения несущей способности свай, анкерных устройств, опор большого диаметра; удаления связанной воды из грунта; увеличения коэффициента уплотнения грунта; снижения пучинистости грунтов.

## Методы
В результате закрепления грунтов увеличивается их несущая способность и устойчивость, повышается прочность, водопрочность и водонепроницаемость, увеличивается сопротивление размыву.
Закрепление грунтов достигается принудительным нагнетанием в грунт различных вяжущих материалов, а также воздействием на массив грунта различных физических полей: электрическим током, нагреванием и охлаждением. К вяжущим относят любые порошкообразные, жидкие и пастообразные материалы, превращающиеся в камневидное тело при затворении водой или отвердителем или после взаимодействия с коагулянтом. Для закрепления грунтов наиболее часто используют водно-цементные суспензии (см. цементация грунтов) (весовое отношение цемента к воде 0,1-2,0) в чистом виде или с различными отощающими добавками (песок, золы уноса, молотый шлак и т. д.); водные глинистые суспензии (плотность 1,1-1,5 г/см3); расплав битума (см. битумизация грунтов) (с температурой 150 0С); эмульсии битума в воде (с концентрацией 50-65 %); раствор жидкого стекла (силиката натрия) с плотностью 1,05-1,32 г/см3 (см. силикатизация грунтов); некоторые виды синтетических смол (формальдегидные, эпоксидные, полиуретановые, полиакриловые и др.). Название способа закрепления грунтов даётся по виду инъекционного раствора или природе физического поля, искусственно прилагаемого к массиву грунта.
Для закрепления трещиноватых скальных, кавернозных, гравийно-галечниковых грунтов применяются: цементация, глинизация и битумизация; для песчаных и лёссовых грунтов — силикатизация и смолизация; для водонасыщенных глинистых грунтов — методы электрохимического воздействия; для лёссов — термическая обработка; для плывунов — электроплавление; для слабых грунтов — искусственное замораживание и др.

## Виды стабилизаторов
- Вяжущие и/или склеивающие (цемент, известь, битум и др.) вещества, с помощью которых грунт приобретает повышенную структурную прочность и свойства твёрдого тела
- Химические вещества, которые изменяют свойства грунта, вступая в химическую реакцию с его компонентами
- Комбинированные (вяжущие+химические)
- Катионные, катионоактивные (полифилизаторы-катализаторы), которые в водных растворах диссоциируют с образованием положительно заряженного иона (катиона), ускоряющие естественный процесс окаменения всех видов грунтов, качественно меняя их свойства.

### Цементация грунтов
Цементация грунтов – группа методов технической мелиорации грунтов, основанная на введении в грунт гидравлических вяжущих. Один из методов технической мелиорации грунтов.
Технология введения реагентов для разных типов грунтов существенно различается.
Для трещиноватых скальных или песчано-гравелистых массивов грунтов применяется инъекционная цементация, которая заключается в нагнетании (под давлением от 3 до 70 атм.) через систему пробурённых скважин цементного раствора (соотношение массы цемента и воды может изменяться от 0,1 до 2), в результате чего снижается водопроницаемость грунта и повышается его прочность. За окончание работ принимают снижение поглощения раствора до величин менее 0,01 л/мин при предельном давлении.
Повышение подвижности цементных и цементно-глинистых растворов достигают добавкой сульфитно-спиртовой барды (0,01-0,25 % по отношению к цементу). Ускорение схватывания растворов и увеличение первоначальной прочности цементного камня регулируется добавками CaCl2 (1-5 % по отношению к цементу). При инъекции кавернозных грунтов в растворы вводят отощающие добавки: песок, шлак, золы уноса и т.д.
Применяется для укрепления оснований сооружений, создания противофильтрационных завес, придания водонепроницаемости породам при проходке горных выработок (шахты, тоннели), повышения монолитности и водонепроницаемости каменной и бетонной кладки.
Для дисперсных грунтов цементация заключается в приготовлении (перемешиванием) искусственной смеси из предварительно измельчённого грунта, вяжущего мелиоранта (цемент или известковое вяжущее) и воды, и распределении её по проектному профилю с последующим уплотнением, укаткой и уходом за готовым слоем с учётом назначения искусственного грунта. В качестве активных добавок, регулирующих процессы твердения и свойства искусственного грунта, используют отходы промышленности (золы-уноса, золошлаки, шлаки, шламы, лигнин и др.) и химические реагенты (жидкое стекло, хлориды, сульфаты и гидроксиды металлов, кислоты). Содержание основного вяжущего в зависимости типа грунта составляет: 2-12 % (для извести) и 4-16 % (для цемента).
Применяется для осушения грунтов на строительных площадках; усиления оснований дорожных и аэродромных покрытий; предотвращения суффозии в ядрах земляных плотин; противоэрозионного укрепления пологих склонов и откосов; облицовки резервуаров и каналов; при возведении земляных сооружений; защиты от промерзания и армирования несущих слоёв; снижения усадки и набухания и повышения несущей способности грунтов оснований.

### Силикатизация грунтов
Силикатизация грунтов  — химический способ искусственного закрепления грунтов в строительных и иных целях посредством силикатных растворов, нагнетаемых (инъектируемых) в грунт. Один из методов технической мелиорации грунтов.
Силикатизация применяется для увеличения несущей способности песков, для предотвращения просадок лёссов и для придания водонепроницаемости пескам, супесям и лёссам.
Нагнетание рабочих растворов производится либо через забитые в грунт металлические трубки, перфорированные мелкими отверстиями (инъекторы), либо непосредственно в скважины. Расстояние между инъекторами принимается в зависимости от радиуса закрепления (расстояние, на которое распространяется раствор от точки нагнетания) и колеблется от 0,5 до 1,2 м. По вертикали нагнетание раствора разделяют на зоны (заходки), которые зависят от длины инъектора, а в скважинах — ограничиваются тампонами различной конструкции. Величина одной заходки обычно составляет 0,6-1,0 м. В результате получается сплошной массив закреплённого грунта требуемого очертания.
Силикатизация находит применение для увеличения несущей способности грунта под фундаментами существующих зданий и сооружений, для устранения фильтрации в основании гидротехнических сооружений, при проходке выработок в слабых грунтах, для предотвращения неравномерных просадок сооружений при строительстве на лёссовых грунтах и т. д.
Силикатизация осуществляется тремя способами: 1) однорастворная силикатизация; 2) двурастворная силикатизация; 3) газовая силикатизация.
Закрепление крупных песков производится обычно двухрастворным способом силикатизации: последовательное нагнетание в грунт раствора жидкого стекла (силиката натрия) и раствора хлористого кальция.
Закрепление мелких и пылеватых песков осуществляется однорастворным способом: нагнетание в грунт раствора жидкого стекла с отвердителем (коагулянтом). В качестве последних в разное время использовались как кислоты (HCl, H2SO4, H3PO4), так и соли (Na2CO3, NaHCO3, NaH2PO4) в чистом виде или в смеси с кислотами; наиболее часто применяемые в настоящее время — H2SiF6, NaAlO2 и др.
Закрепление крупных и средних песков возможно осуществить газовой силикатизацией: последовательное нагнетание в грунт раствора жидкого стекла и газообразного CO2.
Для закрепления лёссов нагнетают раствор жидкого стекла с отвердителями или без них. В результате коагуляции силиката натрия отвердителями или при взаимодействии с компонентами лёссов образуется гель кремнёвой кислоты, цементирующий грунт.
Однорастворная силикатизация с использованием различных отвердителей используется также для доуплотнения скальных трещиноватых грунтов.

### Битумизация грунтов
Битумизация грунтов — способ закрепления грунтов, основанный на использовании битумов. Один из методов технической мелиорации грунтов.
Применяется для тампонажного закрепления трещиноватых скальных (горячая битумизация) и песчаных (холодная битумизация) грунтов.
Горячей битумизации подвергают трещиноватые и кавернозные грунты с любыми притоками агрессивных и неагрессивных вод при ширине раскрытия трещин > 0,2 мм (с удельными водопритоками от 0,5 до 100 л/мин). Применяется для создания водопреграждающих завес в подземном строительстве, для проведения шахтных стволов, горизонтальных горных выработок и других подземных сооружений. Осуществляется через сеть пробурённых скважин, в которые через инъекторы нагнетается расплавленный битум (нефтяные или сланцевые). Попадая в трещины и пустоты, битум вытесняет воду, затвердевает и становится способным выдерживать напор подземных вод. Может быть предварительной — до проведения горных выработок, и последующей — после проходки, для придания крепи выработки водонепроницаемости.
Холодная битумизация с использованием битумных эмульсий применяется для создания водопроницаемых завес в песчаных грунтах с коэффициентом фильтрации 50-100 м/сут. Битумная эмульсия состоит из капелек битума размером 1-10 мкм, диспергированных в воде (концентрация 50-65 %). Стабильность системы поддерживается эмульгаторами (ПАВ — до 3,5 %). Способ инъекции аналогичен. По мере поступления в грунт битумная эмульсия оттесняет воду, частично смешиваясь с ней. В дальнейшем под влиянием коагулянтов эмульсия распадается, капли битума сливаются в единую массу, заполняя компактной массой поры грунта. Для трещиноватых грунтов метод холодной битумизации применим при удельном водопоглощении 0,1-1,0 л/мин.